# Eleições legislativas portuguesas de 2025 no Estrangeiro
| Eleições legislativas portuguesas de 2025 Distritos: Aveiro \| Beja \| Braga \| Bragança \| Castelo Branco \| Coimbra \| Évora \| Faro \| Guarda \| Leiria \| Lisboa \| Portalegre \| Porto \| Santarém \| Setúbal \| Viana do Castelo \| Vila Real \| Viseu \| Açores \| Madeira \| Estrangeiro |

## Resultados por País e Continente
Os resultados nas embaixadas e consulados no Estrangeiro foram os seguintes:

### Europa

#### Alemanha
| Partido                 | Partido                                  | Votos  | %               | +/-  |
| ----------------------- | ---------------------------------------- | ------ | --------------- | ---- |
|                         | AD - Coligação PSD/CDS                   | 4 410  | 19,60 / 100,00  | 1,52 |
|                         | Partido Socialista                       | 4 252  | 18,90 / 100,00  | 1,17 |
|                         | Chega                                    | 4 229  | 18,80 / 100,00  | 5,80 |
|                         | Livre                                    | 851    | 3,78 / 100,00   | 0,67 |
|                         | Iniciativa Liberal                       | 724    | 3,22 / 100,00   | 0,08 |
|                         | Bloco de Esquerda                        | 703    | 3,13 / 100,00   | 0,88 |
|                         | Pessoas–Animais–Natureza                 | 421    | 1,87 / 100,00   | 0,73 |
|                         | Coligação Democrática Unitária (PCP-PEV) | 281    | 1,25 / 100,00   | 0,11 |
|                         | Outros (com menos de 1,00%)              | 488    | 2,18 / 100,00   |      |
| Votos Inválidos         | Votos Inválidos                          | 6 137  | 27,28 / 100,00  | 5,47 |
| Total                   | Total                                    | 22 496 | 100,00 / 100,00 |      |
| Eleitorado/Participação | Eleitorado/Participação                  | 75 809 | 29,67 / 100,00  | 2,92 |

#### Bélgica
| Partido                 | Partido                                  | Votos  | %               | +/-  |
| ----------------------- | ---------------------------------------- | ------ | --------------- | ---- |
|                         | Chega                                    | 1 558  | 23,74 / 100,00  | 6,38 |
|                         | AD - Coligação PSD/CDS                   | 1 055  | 16,07 / 100,00  | 0,58 |
|                         | Partido Socialista                       | 992    | 15,11 / 100,00  | 2,82 |
|                         | Livre                                    | 420    | 6,40 / 100,00   | 1,59 |
|                         | Iniciativa Liberal                       | 324    | 4,94 / 100,00   | 0,28 |
|                         | Bloco de Esquerda                        | 218    | 3,32 / 100,00   | 1,86 |
|                         | Pessoas–Animais–Natureza                 | 151    | 2,30 / 100,00   | 0,80 |
|                         | Coligação Democrática Unitária (PCP-PEV) | 123    | 1,87 / 100,00   | 0,20 |
|                         | Outros (com menos de 1,00%)              | 136    | 2,07 / 100,00   |      |
| Votos Inválidos         | Votos Inválidos                          | 1 587  | 24,18 / 100,00  | 1,96 |
| Total                   | Total                                    | 6 564  | 100,00 / 100,00 |      |
| Eleitorado/Participação | Eleitorado/Participação                  | 18 070 | 36,33 / 100,00  | 5,28 |

#### Espanha
| Partido                 | Partido                                  | Votos  | %               | +/-  |
| ----------------------- | ---------------------------------------- | ------ | --------------- | ---- |
|                         | AD - Coligação PSD/CDS                   | 2 119  | 22,19 / 100,00  | 2,46 |
|                         | Partido Socialista                       | 1 676  | 17,55 / 100,00  | 0,64 |
|                         | Chega                                    | 1 252  | 13,11 / 100,00  | 3,73 |
|                         | Iniciativa Liberal                       | 564    | 5,91 / 100,00   | 0,89 |
|                         | Bloco de Esquerda                        | 336    | 3,52 / 100,00   | 1,30 |
|                         | Livre                                    | 335    | 3,51 / 100,00   | 1,03 |
|                         | Pessoas–Animais–Natureza                 | 190    | 1,99 / 100,00   | 0,77 |
|                         | Coligação Democrática Unitária (PCP-PEV) | 145    | 1,52 / 100,00   | 0,18 |
|                         | Outros (com menos de 1,00%)              | 261    | 2,73 / 100,00   |      |
| Votos Inválidos         | Votos Inválidos                          | 2 673  | 27,98 / 100,00  | 2,20 |
| Total                   | Total                                    | 9 551  | 100,00 / 100,00 |      |
| Eleitorado/Participação | Eleitorado/Participação                  | 44 930 | 21,26 / 100,00  | 0,53 |

#### França
| Partido                 | Partido                     | Votos   | %               | +/-   |
| ----------------------- | --------------------------- | ------- | --------------- | ----- |
|                         | Chega                       | 27 369  | 28,85 / 100,00  | 12,10 |
|                         | Partido Socialista          | 13 666  | 14,41 / 100,00  | 4,18  |
|                         | AD - Coligação PSD/CDS      | 12 152  | 12,81 / 100,00  | 0,18  |
|                         | Pessoas–Animais–Natureza    | 1 400   | 1,48 / 100,00   | 0,49  |
|                         | Bloco de Esquerda           | 1 110   | 1,17 / 100,00   | 0,41  |
|                         | Outros (com menos de 1,00%) | 3 968   | 4,18 / 100,00   |       |
| Votos Inválidos         | Votos Inválidos             | 35 190  | 37,10 / 100,00  | 6,97  |
| Total                   | Total                       | 94 855  | 100,00 / 100,00 |       |
| Eleitorado/Participação | Eleitorado/Participação     | 382 120 | 24,82 / 100,00  | 1,58  |

#### Países Baixos
| Partido                 | Partido                                  | Votos  | %               |
| ----------------------- | ---------------------------------------- | ------ | --------------- |
|                         | AD - Coligação PSD/CDS                   | 1 054  | 18,65 / 100,00  |
|                         | Chega                                    | 974    | 17,24 / 100,00  |
|                         | Partido Socialista                       | 778    | 13,77 / 100,00  |
|                         | Iniciativa Liberal                       | 627    | 11,10 / 100,00  |
|                         | Livre                                    | 605    | 10,71 / 100,00  |
|                         | Bloco de Esquerda                        | 254    | 4,50 / 100,00   |
|                         | Pessoas–Animais–Natureza                 | 164    | 2,90 / 100,00   |
|                         | Volt Portugal                            | 101    | 1,79 / 100,00   |
|                         | Coligação Democrática Unitária (PCP-PEV) | 70     | 1,24 / 100,00   |
|                         | Outros (com menos de 1,00%)              | 69     | 1,22 / 100,00   |
| Votos Inválidos         | Votos Inválidos                          | 954    | 16,88 / 100,00  |
| Total                   | Total                                    | 5 650  | 100,00 / 100,00 |
| Eleitorado/Participação | Eleitorado/Participação                  | 20 164 | 28,02 / 100,00  |

#### Luxemburgo
| Partido                 | Partido                     | Votos  | %               | +/-   |
| ----------------------- | --------------------------- | ------ | --------------- | ----- |
|                         | Chega                       | 4 133  | 31,27 / 100,00  | 11,66 |
|                         | AD - Coligação PSD/CDS      | 2 353  | 17,80 / 100,00  | 3,53  |
|                         | Partido Socialista          | 1 548  | 11,71 / 100,00  | 1,26  |
|                         | Iniciativa Liberal          | 295    | 2,23 / 100,00   | 0,26  |
|                         | Pessoas–Animais–Natureza    | 154    | 1,17 / 100,00   | 0,57  |
|                         | Livre                       | 145    | 1,10 / 100,00   | 0,15  |
|                         | Outros (com menos de 1,00%) | 434    | 3,28 / 100,00   |       |
| Votos Inválidos         | Votos Inválidos             | 4 156  | 31,44 / 100,00  | 13,49 |
| Total                   | Total                       | 13 218 | 100,00 / 100,00 |       |
| Eleitorado/Participação | Eleitorado/Participação     | 36 903 | 35,82 / 100,00  | 1,19  |

#### Reino Unido
| Partido                 | Partido                     | Votos   | %               | +/-  |
| ----------------------- | --------------------------- | ------- | --------------- | ---- |
|                         | Chega                       | 6 290   | 16,00 / 100,00  | 5,88 |
|                         | Partido Socialista          | 5 193   | 13,21 / 100,00  | 2,01 |
|                         | AD - Coligação PSD/CDS      | 5 138   | 13,07 / 100,00  | 0,50 |
|                         | Livre                       | 1 213   | 3,09 / 100,00   | 0,79 |
|                         | Iniciativa Liberal          | 1 150   | 2,93 / 100,00   | 0,06 |
|                         | Bloco de Esquerda           | 893     | 2,27 / 100,00   | 1,41 |
|                         | Pessoas–Animais–Natureza    | 805     | 2,05 / 100,00   | 0,72 |
|                         | Outros (com menos de 1,00%) | 1 656   | 4,21 / 100,00   |      |
| Votos Inválidos         | Votos Inválidos             | 16 974  | 43,17 / 100,00  | 3,34 |
| Total                   | Total                       | 39 312  | 100,00 / 100,00 |      |
| Eleitorado/Participação | Eleitorado/Participação     | 184 383 | 21,32 / 100,00  | 0,23 |

#### Suíça
| Partido                 | Partido                     | Votos   | %               | +/-   |
| ----------------------- | --------------------------- | ------- | --------------- | ----- |
|                         | Chega                       | 24 533  | 45,72 / 100,00  | 13,10 |
|                         | AD - Coligação PSD/CDS      | 7 333   | 13,67 / 100,00  | 0,78  |
|                         | Partido Socialista          | 4 664   | 8,69 / 100,00   | 3,29  |
|                         | Iniciativa Liberal          | 1 286   | 2,40 / 100,00   | 0,20  |
|                         | Bloco de Esquerda           | 686     | 1,28 / 100,00   | 0,79  |
|                         | Livre                       | 607     | 1,13 / 100,00   | 0,23  |
|                         | Outros (com menos de 1,00%) | 1 453   | 2,71 / 100,00   |       |
| Votos Inválidos         | Votos Inválidos             | 13 096  | 24,40 / 100,00  | 9,47  |
| Total                   | Total                       | 53 658  | 100,00 / 100,00 |       |
| Eleitorado/Participação | Eleitorado/Participação     | 147 601 | 36,35 / 100,00  | 2,71  |

#### Restantes países da Europa
| Partido                 | Partido                                  | Votos  | %               | +/-  |
| ----------------------- | ---------------------------------------- | ------ | --------------- | ---- |
|                         | Partido Socialista                       | 1 805  | 18,05 / 100,00  | 1,97 |
|                         | AD - Coligação PSD/CDS                   | 1 792  | 17,92 / 100,00  | 1,37 |
|                         | Chega                                    | 1 652  | 16,52 / 100,00  | 4,90 |
|                         | Iniciativa Liberal                       | 846    | 8,46 / 100,00   | 0,64 |
|                         | Livre                                    | 812    | 8,12 / 100,00   | 0,88 |
|                         | Bloco de Esquerda                        | 412    | 4,12 / 100,00   | 2,36 |
|                         | Pessoas–Animais–Natureza                 | 280    | 2,80 / 100,00   | 1,20 |
|                         | Coligação Democrática Unitária (PCP-PEV) | 187    | 1,87 / 100,00   | 0,11 |
|                         | Outros (com menos de 1,00%)              | 295    | 2,95 / 100,00   |      |
| Votos Inválidos         | Votos Inválidos                          | 1 920  | 19,20 / 100,00  | 2,81 |
| Total                   | Total                                    | 10 001 | 100,00 / 100,00 |      |
| Eleitorado/Participação | Eleitorado/Participação                  | 38 082 | 26,26 / 100,00  | 1,07 |

### Fora da Europa

#### Países de África
| Partido                 | Partido                          | Votos  | %               | +/-  |
| ----------------------- | -------------------------------- | ------ | --------------- | ---- |
|                         | AD - Coligação PSD/CDS           | 1 143  | 31,90 / 100,00  | 0,78 |
|                         | Chega                            | 729    | 20,35 / 100,00  | 1,80 |
|                         | Partido Socialista               | 582    | 16,24 / 100,00  | 6,81 |
|                         | Iniciativa Liberal               | 130    | 3,63 / 100,00   | 0,62 |
|                         | Livre                            | 55     | 1,54 / 100,00   | 0,13 |
|                         | Bloco de Esquerda                | 51     | 1,42 / 100,00   | 0,82 |
|                         | Alternativa Democrática Nacional | 43     | 1,20 / 100,00   | 0,21 |
|                         | Outros (com menos de 1,00%)      | 96     | 2,68 / 100,00   |      |
| Votos Inválidos         | Votos Inválidos                  | 754    | 21,05 / 100,00  | 4,11 |
| Total                   | Total                            | 3 583  | 100,00 / 100,00 |      |
| Eleitorado/Participação | Eleitorado/Participação          | 52 020 | 6,89 / 100,00   | 1,41 |

#### Brasil
| Partido                 | Partido                          | Votos   | %               | +/-  |
| ----------------------- | -------------------------------- | ------- | --------------- | ---- |
|                         | Chega                            | 12 930  | 25,35 / 100,00  | 0,74 |
|                         | AD - Coligação PSD/CDS           | 7 909   | 15,51 / 100,00  | 4,94 |
|                         | Partido Socialista               | 6 974   | 13,67 / 100,00  | 1,63 |
|                         | Pessoas–Animais–Natureza         | 1 518   | 2,98 / 100,00   | 0,14 |
|                         | Nova Direita                     | 1 337   | 2,62 / 100,00   | 0,13 |
|                         | Bloco de Esquerda                | 1 278   | 2,51 / 100,00   | 0,20 |
|                         | Iniciativa Liberal               | 1 079   | 2,12 / 100,00   | 0,09 |
|                         | Alternativa Democrática Nacional | 848     | 1,66 / 100,00   | 0,41 |
|                         | Outros (com menos de 1,00%)      | 2 103   | 4,12 / 100,00   |      |
| Votos Inválidos         | Votos Inválidos                  | 15 026  | 29,46 / 100,00  | 3,71 |
| Total                   | Total                            | 51 002  | 100,00 / 100,00 |      |
| Eleitorado/Participação | Eleitorado/Participação          | 277 980 | 18,35 / 100,00  | 3,40 |

#### Canadá
| Partido                 | Partido                     | Votos  | %               | +/-  |
| ----------------------- | --------------------------- | ------ | --------------- | ---- |
|                         | AD - Coligação PSD/CDS      | 3 123  | 19,80 / 100,00  | 0,16 |
|                         | Chega                       | 2 717  | 17,23 / 100,00  | 6,18 |
|                         | Partido Socialista          | 1 858  | 11,78 / 100,00  | 2,58 |
|                         | Outros (com menos de 1,00%) | 709    | 4,50 / 100,00   |      |
| Votos Inválidos         | Votos Inválidos             | 7 363  | 46,69 / 100,00  | 3,74 |
| Total                   | Total                       | 15 770 | 100,00 / 100,00 |      |
| Eleitorado/Participação | Eleitorado/Participação     | 57 971 | 27,20 / 100,00  | 2,98 |

#### Estados Unidos da América
| Partido                 | Partido                     | Votos  | %               | +/-  |
| ----------------------- | --------------------------- | ------ | --------------- | ---- |
|                         | AD - Coligação PSD/CDS      | 2 511  | 21,62 / 100,00  | 1,51 |
|                         | Chega                       | 1 984  | 17,08 / 100,00  | 5,91 |
|                         | Partido Socialista          | 1 273  | 10,96 / 100,00  | 0,07 |
|                         | Iniciativa Liberal          | 232    | 2,00 / 100,00   | 0,62 |
|                         | Livre                       | 148    | 1,27 / 100,00   | 0,23 |
|                         | Bloco de Esquerda           | 136    | 1,17 / 100,00   | 0,09 |
|                         | Outros (com menos de 1,00%) | 332    | 2,86 / 100,00   |      |
| Votos Inválidos         | Votos Inválidos             | 5 000  | 43,04 / 100,00  | 8,39 |
| Total                   | Total                       | 11 616 | 100,00 / 100,00 |      |
| Eleitorado/Participação | Eleitorado/Participação     | 70 075 | 16,58 / 100,00  | 0,14 |

#### Restantes países da América
| Partido                 | Partido                          | Votos  | %               | +/-  |
| ----------------------- | -------------------------------- | ------ | --------------- | ---- |
|                         | AD - Coligação PSD/CDS           | 1 049  | 28,28 / 100,00  | 6,18 |
|                         | Chega                            | 543    | 14,64 / 100,00  | 8,35 |
|                         | Partido Socialista               | 440    | 11,86 / 100,00  | 1,32 |
|                         | Alternativa Democrática Nacional | 231    | 6,23 / 100,00   | 2,30 |
|                         | Iniciativa Liberal               | 120    | 3,24 / 100,00   | 0,68 |
|                         | Pessoas–Animais–Natureza         | 84     | 2,26 / 100,00   | 0,34 |
|                         | Nova Direita                     | 67     | 1,81 / 100,00   | 1,37 |
|                         | Bloco de Esquerda                | 47     | 1,27 / 100,00   | 0,57 |
|                         | Outros (com menos de 1,00%)      | 184    | 4,94 / 100,00   |      |
| Votos Inválidos         | Votos Inválidos                  | 944    | 25,46 / 100,00  | 8,30 |
| Total                   | Total                            | 3 709  | 100,00 / 100,00 |      |
| Eleitorado/Participação | Eleitorado/Participação          | 61 335 | 6,05 / 100,00   | 0,58 |

#### China
| Partido                 | Partido                          | Votos  | %               | +/-  |
| ----------------------- | -------------------------------- | ------ | --------------- | ---- |
|                         | AD - Coligação PSD/CDS           | 1 923  | 33,36 / 100,00  | 4,09 |
|                         | Partido Socialista               | 1 223  | 21,21 / 100,00  | 9,11 |
|                         | Chega                            | 395    | 6,85 / 100,00   | 1,49 |
|                         | Pessoas–Animais–Natureza         | 151    | 2,62 / 100,00   | 0,15 |
|                         | Iniciativa Liberal               | 133    | 2,31 / 100,00   | 0,52 |
|                         | Livre                            | 117    | 2,03 / 100,00   | 1,02 |
|                         | Alternativa Democrática Nacional | 62     | 1,08 / 100,00   | 0,11 |
|                         | Outros (com menos de 1,00%)      | 346    | 5,99 / 100,00   |      |
| Votos Inválidos         | Votos Inválidos                  | 1 415  | 24,54 / 100,00  | 9,00 |
| Total                   | Total                            | 5 765  | 100,00 / 100,00 |      |
| Eleitorado/Participação | Eleitorado/Participação          | 48 076 | 11,99 / 100,00  | 0,58 |

#### Restantes países da Ásia e Oceânia
| Partido                 | Partido                                  | Votos  | %               | +/-  |
| ----------------------- | ---------------------------------------- | ------ | --------------- | ---- |
|                         | AD - Coligação PSD/CDS                   | 1 396  | 24,27 / 100,00  | 7,23 |
|                         | Chega                                    | 904    | 15,71 / 100,00  | 7,66 |
|                         | Partido Socialista                       | 769    | 13,37 / 100,00  | 0,01 |
|                         | Iniciativa Liberal                       | 238    | 4,14 / 100,00   | 0,70 |
|                         | Livre                                    | 109    | 1,89 / 100,00   | 0,57 |
|                         | Alternativa Democrática Nacional         | 88     | 1,53 / 100,00   | 0,39 |
|                         | Pessoas–Animais–Natureza                 | 88     | 1,53 / 100,00   | 0,51 |
|                         | Bloco de Esquerda                        | 76     | 1,32 / 100,00   | 0,32 |
|                         | Coligação Democrática Unitária (PCP-PEV) | 63     | 1,10 / 100,00   | 0,12 |
|                         | Outros (com menos de 1,00%)              | 130    | 2,25 / 100,00   |      |
| Votos Inválidos         | Votos Inválidos                          | 1 892  | 32,88 / 100,00  | 1,95 |
| Total                   | Total                                    | 5 753  | 100,00 / 100,00 |      |
| Eleitorado/Participação | Eleitorado/Participação                  | 69 203 | 8,31 / 100,00   | 1,98 |

## Lista de Deputados Eleitos
A lista apresentada é conforme a aplicação do Método D'Hondt:

### Europa
| N.º | Nome                  | Partido | Partido | Partido                          | Quociente |
| --- | --------------------- | ------- | ------- | -------------------------------- | --------- |
| 1   | José Dias Fernandes   |         | Chega   | Chega                            | 71990     |
| 2   | José Manuel Fernandes |         |         | AD - Coligação PSD/CDS (PPD/PSD) | 37406     |

### Fora da Europa
| N.º | Nome                    | Partido | Partido | Partido                          | Quociente |
| --- | ----------------------- | ------- | ------- | -------------------------------- | --------- |
| 1   | Manuel Magno Alves      |         | Chega   | Chega                            | 20202     |
| 2   | José de Almeida Cesário |         |         | AD - Coligação PSD/CDS (PPD/PSD) | 19054     |